# Erkki Huttunen

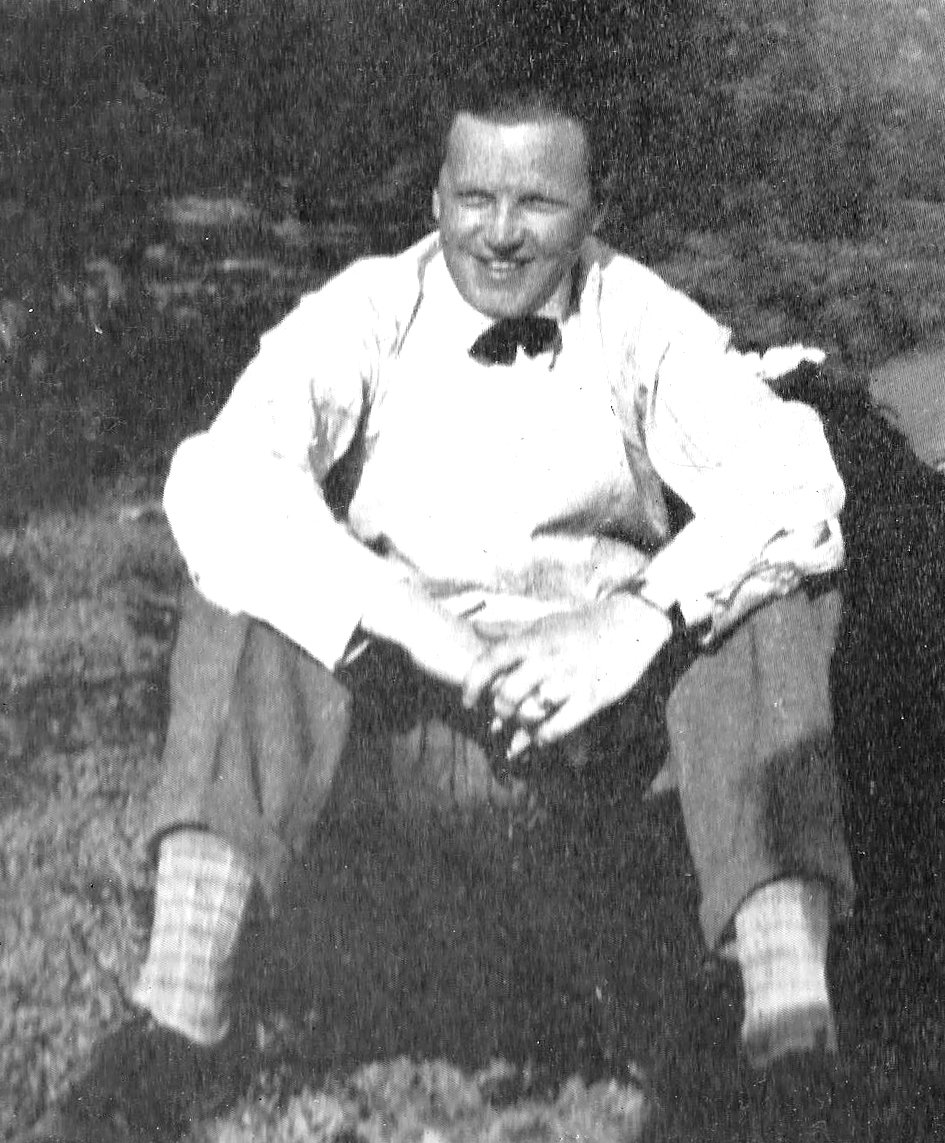
Erkki Huttunen

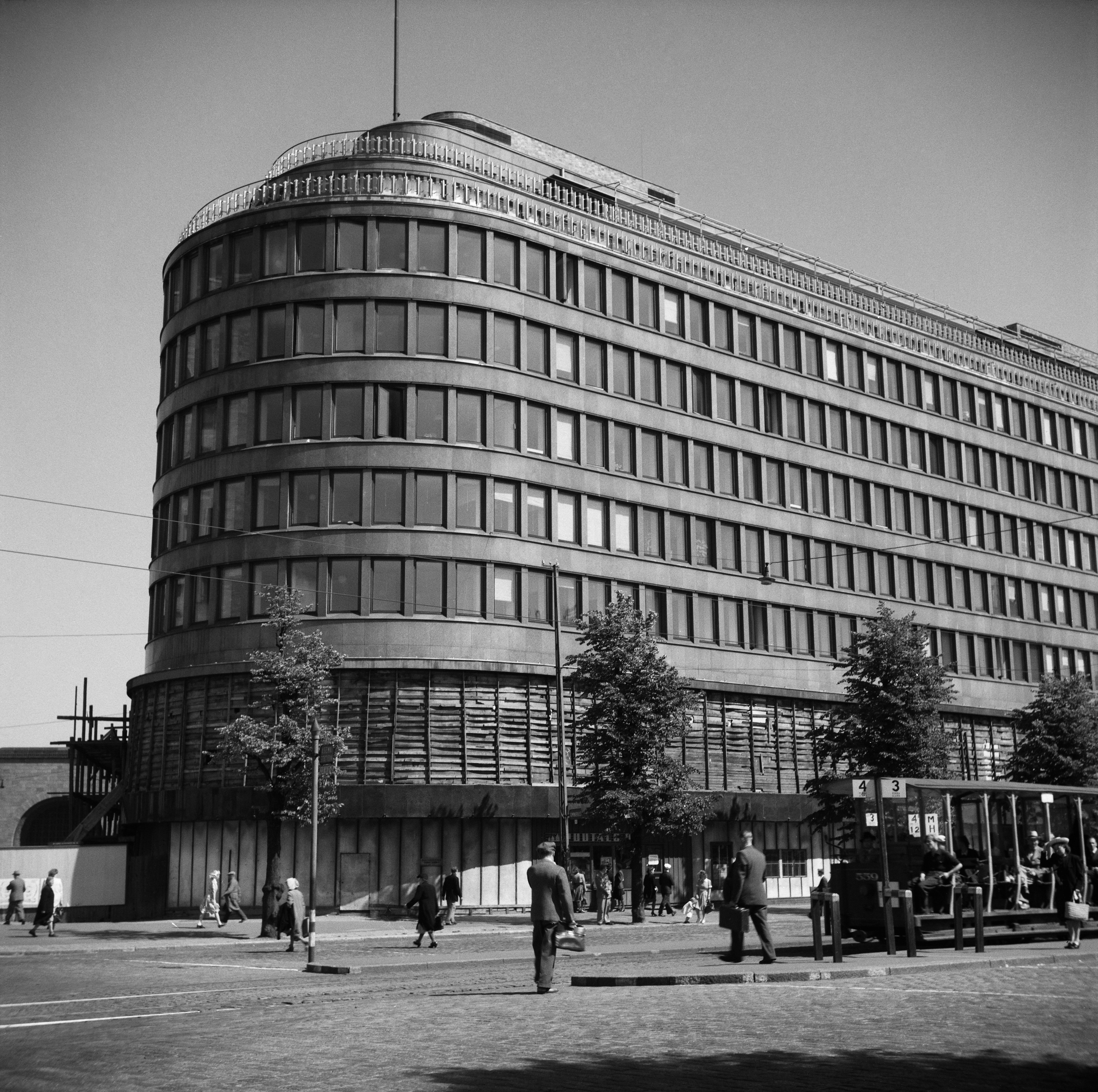
Varuhuset Sokos i Helsingfors under uppbyggnad 1947.

Erkki Juhani Huttunen, född 18 maj 1901 i Alavo, död 17 november 1956 i Helsingfors, var en finländsk arkitekt.
Huttunen avlade studentexamen 1921 och blev färdig arkitekt vid Tekniska högskolan i Helsingfors 1927. Han var 1928–1943 anställd vid S-gruppens byggnadsavdelning (från 1939 som dess chef) och projekterade bland annat, jämte Valde Aulanko, centrallagets kvarn och silomagasin i Viborg (1932), som var ett av funktionalismens genombrottsarbeten i landet, dess kontor i Raumo (1931), ett lager- och kontorshus i Uleåborg (1938) och Sokos varuhus (1949) i Helsingfors.
Han innehade egen arkitektbyrå från 1931 och ritade bland annat stadshuset i Kotka (1934), Alkos fabriker i Rajamäki (1935–1938), Nakkila kyrka (1937), en av de första funktionalistiskt utformade kyrkorna i Finland, och apoteket Bulevardia (1949) samt Frankrikes ambassad i Helsingfors (1952). Han utnämndes 1943 till generaldirektör i byggnadsstyrelsen.

## Bildgalleri

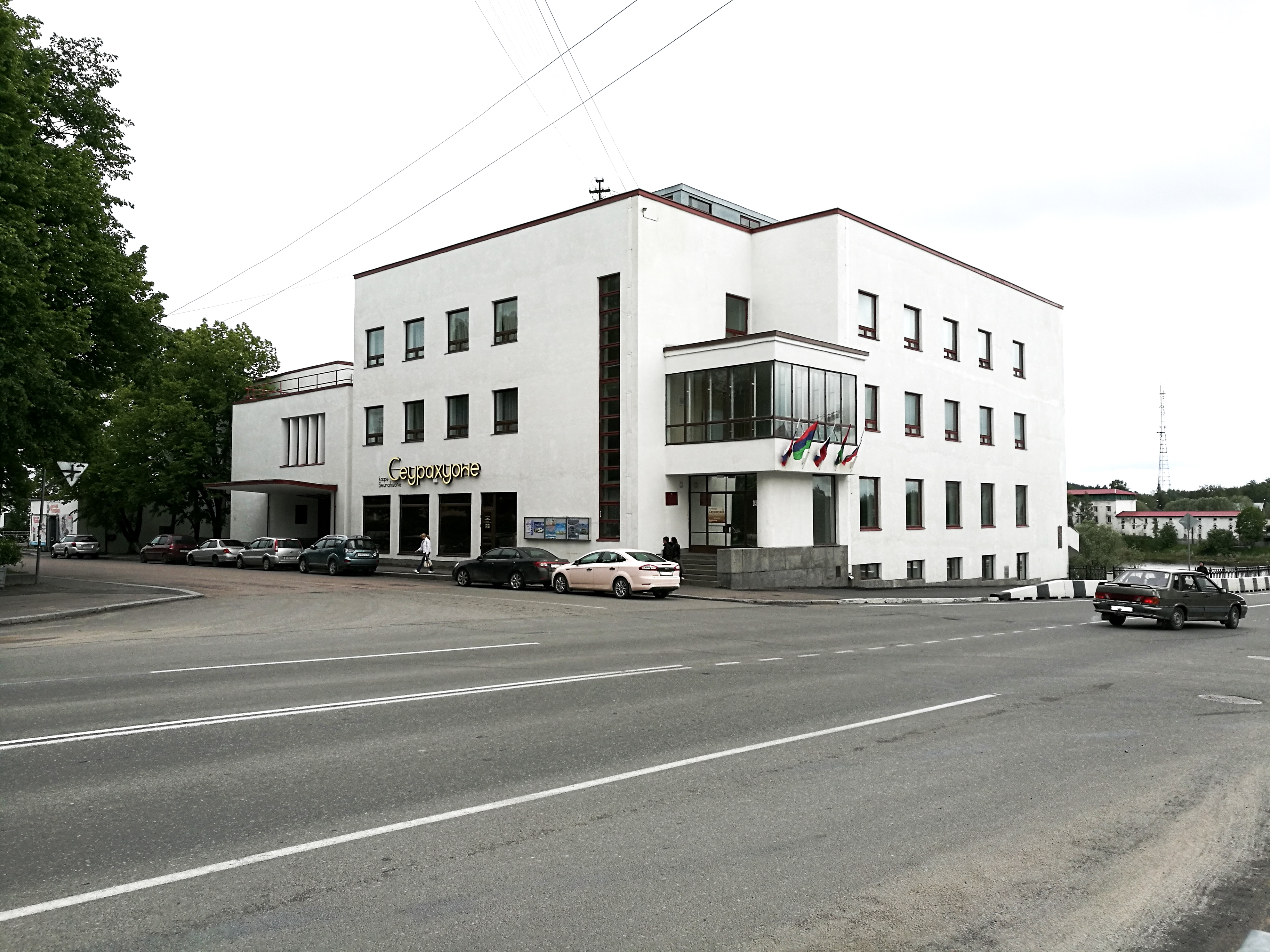
Seurahuone ("Societetshuset") i Sordavala i nuvarande Karelska republiken i Ryssland, 1938–1939

## Utmärkelser
- Kommendörstecknet av I klass av Finlands Vita Ros’ orden[2]

[Redigera Wikidata]